# اولاف گولبرانسون
اولاف لئونارد گولبرانسون (به نروژی: Olaf Leonhard Gulbransson)؛ (زادۀ ۲۶ مهٔ ۱۸۷۳ میلادی – درگذشتۀ ۱۸ سپتامبر ۱۹۵۸ میلادی) هنرمند، نقاش و طراح اهل نروژ بود. او احتمالاً بیشتر به خاطر کاریکاتورها و تصویرسازی‌هایش شناخته شده‌ است.

## زندگی‌نامه

کاریکاتور از: اولاف گولبرانسون، ۱۹۰۹ میلادی: «مانور: امپراتور ویلهلم دوم مواضع دشمن را برای شاهزاده لودویگ بایرن توضیح می‌دهد»

از ۱۸۹۳–۱۸۸۵ میلادی، او در آکادمی ملی صنایع دستی و هنر نروژ در کریستیانیا (اسلو فعلی)، نروژ آموزش دید. از سال ۱۸۹۰ میلادی، او برای بسیاری از مجلات نروژی، از جمله تیریهانس، پلوک، پالتن، فلوسوپن، اسفینکس و ترانگویک‌اسپوستن (۱۹۰۱–۱۸۹۹ میلادی) کار کرد. در سال ۱۹۰۰ میلادی در آکادمی کولاروسی پاریس تحصیل کرد. در سال ۱۹۰۲ میلادی او به آلمان نقل مکان کرد تا برای مجلهٔ طنز زیمپلیتسیسیموس در مونیخ کار کند، پس از اینکه آلبرت لانگن سردبیر با نویسنده بیورنستیرنه بیورنسون به دنبال استعداد نروژی در تماس بود. با تبلیغات افزایش شهرت گولبرانسون، و با وجود اینکه او بین سال‌های ۱۹۲۳ و ۱۹۲۷ میلادی در آلمان زندگی می‌کرد، برای روزنامۀ نشانه‌های زمانه در اسلو نقاشی کشید.
در سال ۱۹۲۹ میلادی استاد آکادمی هنرهای زیبا، مونیخ شد. در سال ۱۹۳۳ میلادی آکادمی هنر در برلین نمایشگاه ویژه‌ای را برای جشن تولد ۶۰ سالگی گولبرانسون ترتیب داد که تنها پس از دو روز توسط حزب نازی تعطیل شد.
فرانتس شوئنبرنر و توماس تئودور هاینه ویراستاران زیمپلیتسیسیموس ادعا کرده‌اند که گولبرانسون از سال ۱۹۳۳ میلادی به بعد به‌ طور فعال با نازی‌ها همکاری می‌کرد و این همکاری به شدت توسط کلاوس مان نویسنده، مورد انتقاد قرار گرفت. در طول جنگ جهانی دوم، پس از اینکه کشور خودش توسط آلمان‌ها اشغال شد، کاریکاتورهایی علیه متفقین، به ویژه علیه وینستون چرچیل تولید کرد. در سال ۱۹۴۱ میلادی او به عضویت افتخاری انجمن هنرمندان برلین و در سال ۱۹۴۲ میلادی آکادمی هنرهای زیبای وین انتخاب شد. به مناسبت هفتادمین سالگرد تولدش در سال ۱۹۴۳ میلادی مدال گوته برای هنر و علم را دریافت کرد و به عنوان استاد بازنشستۀ آکادمی هنرهای زیبای مونیخ انتخاب شد.
گولبرانسون کتاب‌های زیادی را به تصویر کشیده‌ است، از جمله کتاب‌های کودکان «روزی روزگاری» که به‌طور همزمان در نروژ و آلمان در سال ۱۹۳۴ میلادی منتشر شد و «و غیره» که در سال ۱۹۵۴ میلادی در آلمان منتشر شد.
گولبرانسون سه بار ازدواج کرد. ازدواج او در سال ۱۹۰۶ میلادی با گرته یهلی یک پسر به نام اولاف آندریاس گولبرانسون را به وجود آورد که یک معمار مشهور کلیسا شد. ازدواج سوم او با داگنی بیورنسون، خواهرزادۀ بیورنستیرنه بیورنسون بود.
گولبرانسون همچنین نام خود را به جایزۀ اولاف گولبرانسون که توسط کاریکاتوریست‌هایی مانند فولکر کریگل و میشائیل زووا برنده شده بودند، داد. در سال ۲۰۰۴ میلادی، هنرمندان لارس فیسکه و استفن کورنلند، کتاب اولاف جی.، یک کتاب کمیک گذشته‌نگر دربارهٔ اولاف گولبرانسون را منتشر کردند.

## مطالعه بیشتر
- «زیمپلیتسیسیموس: گزیده‌ای از سال‌های ۱۹۱۴–۱۸۹۶ میلادی»؛ ریشارد کریست، روتن و لونینگ (جمهوری آلمان) ۱۹۷۸ میلادی. (به آلمانی)